# ナイショのマンガ家 となりのゆとりさん
『ナイショのマンガ家 となりのゆとりさん』（ナイショのマンガか となりのゆとりさん）は、佐伯イチによる日本の漫画作品。スクウェア・エニックスのウェブコミック配信サイト『ガンガンONLINE』で2010年12月16日更新分から2012年7月12日更新分まで毎月第2木曜日更新で連載された。

## 登場人物
小林 なごむ（こばやし なごむ）
川徳大学の1年生。美術学科に通っている。ゆとりに惚れており、アシスタントをしながらゆとりの恋人になれることを夢見ている。
喜多川 ゆとり（きたがわ ゆとり）
成人向けの漫画を描いている漫画家の女の子。川徳大学の1年生で、なごむと同じ美術学科。締切が近い時は、授業の最中に隠れながら原稿を描く。大学では成績優秀な美人で、先生にも生徒にも一目おかれている。
雪信 せせら（ゆきのぶ せせら）
ゆとりの担当編集者。26歳。エロ漫画を描くのに必要なのは経験ではなく妄想力だとして、ゆとりが恋人を作ることを禁止している。
滝沢 ココロ（たきざわ ココロ）
ゆとりの親友。中学からの付き合いで、ゆとりが漫画を描いていることも知っていてネタ出しにも協力していたが、描いているのはギャグ漫画だと聞かされていた。

## 単行本
1. 2012年5月22日 ISBN 978-4-7575-3599-2